# Poliobrya mesoglauca
Poliobrya mesoglauca är en fjärilsart som beskrevs av Rudolf Püngeler. Poliobrya mesoglauca ingår i släktet Poliobrya och familjen nattflyn. Inga underarter finns listade i Catalogue of Life.